# Crazy Taxi: Fare Wars
Crazy Taxi: Fare Wars (с англ. — «Безумное такси: Тарифные войны»), в Японии известная под названием Crazy Taxi: Double Punch — видеоигра, представляющая собой сборник из игр Crazy Taxi и Crazy Taxi 2, и выпущенная для портативной платформы PlayStation Portable в 2007 году. Разработкой занималась Sniper Studios, издателем выступила компания Sega.
Как и предыдущие части серии, игра сосредотачивается на перевозке пассажиров и различных мини-играх. Основным нововведением является многопользовательский режим, в котором игроки могут как работать сообща, стараясь перевезти больше пассажиров, так и соревноваться, пытаясь заработать большее количество денег за перевозку пассажиров.
Игровая пресса оставила противоречивые отзывы о Crazy Taxi: Fare Wars. Некоторым обозревателям понравился игровой процесс и сохранение достоинств оригинальных игр. В то же время, часть журналистов подвергла критике невысокое качество портирования и отсутствие значительных улучшений в игровой механике.

## Игровой процесс
При включении нужно выбрать игру — Crazy Taxi или Crazy Taxi 2. Игровой процесс аналогичен оригиналам — необходимо за ограниченное время подбирать и перевозить пассажиров в место назначения или участвовать в мини-играх, которых всего 32 штуки. Основным нововведением в Crazy Taxi: Fare Wars является наличие многопользовательского режима, представляющего собой два типа игры — в одном из них игроки работают в кооперативе и доставляют пассажиров, в другом же игроки соревнуются друг с другом в количестве перевезённых пассажиров и заработанных денег. У игроков-оппонентов есть возможность отбирать пассажиров друг у друга во время соревнования. Кроме того, игроки могут записать на карту памяти видео игрового процесса продолжительностью до 80 секунд.

## Разработка и выход игры
Впервые о разработке игры стало известно 9 января 2007 года, когда разработчики из Sniper Studios подписали контракт с компанией Sega of America, согласно которому они работали над не объявленным проектом. Вскоре — 11 января — состоялся официальный анонс Crazy Taxi: Fare Wars. По словам разработчиков, решение портировать первые две части серии Crazy Taxi на PlayStation Portable связано с тем, что, благодаря быстрому и интуитивно понятному аркадному геймплею, эти игры идеально подходят для портативной системы и могут привлечь как поклонников серии, так и новых игроков. Помимо этого, по сравнению с оригинальными версиями, в Crazy Taxi: Fare Wars впервые в серии появился многопользовательский режим, изображение адаптировано для широкого экрана, а также включены новые саундтрек и озвучивание, предусмотрена также и поддержка пользовательской музыки.
Изначально выход игры был запланирован на 26 июня, но потом был перенесён на июль того же года. Финальной датой выпуска стало 7 августа 2007 года в Северной Америке и 28 сентября того же года — в Европе. В России Crazy Taxi: Fare Wars вышла 8 октября и распространением игры занималась компания «Софт Клаб». В Японии аркада вышла 14 августа 2008 года под названием Crazy Taxi: Double Punch. Позднее игра стала доступна для покупки в сервисе PlayStation Network: 30 сентября 2009 года в Северной Америке, 8 октября того же года в Европе и 25 августа 2011 года — в Японии.

## Оценки и мнения
| Сводный рейтинг    | Сводный рейтинг |
| Агрегатор          | Оценка          |
| ------------------ | --------------- |
| GameRankings       | 65,34 %         |
| Game Ratio         | 75 %            |
| Metacritic         | 64/100          |
| MobyRank           | 67/100          |
| Иноязычные издания |                 |
| Издание            | Оценка          |
| AllGame            | [ 13 ]          |
| Eurogamer          | 4/10            |
| GameSpy            | [ 15 ]          |
| IGN                | 7,5/10          |
| VideoGamer         | 5/10            |

Игра получила разносторонние отзывы от рецензентов. На сайтах GameRankings и Metacritic средняя оценка составляет 65,34 % и 64 балла из 100 возможных соответственно. Некоторые критики хвалили Crazy Taxi: Fare Wars за игровой процесс и забавный многопользовательский режим, но у других рецензентов вызвали разочарование частые загрузки и неудобное управление.